# Lucius Vipstanus Poplicola
Lucius Vipstanus Poplicola war ein römischer Politiker und Senator.
Poplicola war ein Sohn des Marcus Vipstanus Gallus, der im Jahr 18 Suffektkonsul gewesen war. Im Jahr 46 war Poplicola außerordentlicher Magistrat in Cales in Kampanien. Unter Kaiser Claudius wurde er in den Patrizierstand erhoben. Im Jahr 48 bekleidete Poplicola zusammen mit dem späteren Kaiser Aulus Vitellius das ordentliche Konsulat. Poplicola beantragte während seines Konsulats, Kaiser Claudius Vater des Senats zu nennen, da der Titel Vater des Vaterlandes (Pater patriae) abgegriffen sei. „Neue Verdienste um den Staat müsse man mit noch nicht gebräuchlichen Benennungen auszeichnen.“ Doch Claudius wies Poplicola in die Schranken, der ihm allzu sehr nach dem Mund redete. Im Amtsjahr 58/59 wurde Poplicola schließlich Prokonsul der Provinz Asia.
Sein Bruder war Messalla Vipstanus Gallus, der ihm als Suffektkonsul im Amt folgte.